# Liste der Monuments historiques in Aubréville
Die Liste der Monuments historiques in Aubréville führt die Monuments historiques in der französischen Gemeinde Aubréville auf.

## Liste der Objekte
| Bezeichnung | Beschreibung                                                                                  | Standort                       | Kennzeichnung | Schutzstatus | Datum | Bild |
| ----------- | --------------------------------------------------------------------------------------------- | ------------------------------ | ------------- | ------------ | ----- | ---- |
| Patene      | Silber, vergoldet, zweite Hälfte des 18. Jahrhunderts; im Kathedralschatz in Verdun deponiert | in der Kirche St-Martin (Lage) | PM55001473    | Inscrit      | 1991  |      |
| Monstranz   | Silber, vergoldet, bezeichnet 1686; im Kathedralschatz in Verdun deponiert                    | in der Kirche St-Martin (Lage) | PM55000879    | Classé       | 1991  |      |